# District Six
District Six (in afrikaans Distrik Ses, dal 1985 al 1994 conosciuto come Zonnebloem, che in afrikaans significa Girasole) è un quartiere residenziale creato nel 1867 e unito a Città del Capo nel 1994. Gli avvenimenti che si susseguirono negli anni settanta rappresentano il caso più studiato di deportazione, con oltre 60 000 abitanti durante il regime dell'apartheid. Alla storia del quartiere è dedicato un museo virtuale che ne ricostruisce la geografia e gli eventi.

## Creazione
L'area venne nominata nel 1867 come sesto distretto municipale di Città del Capo. Il quartiere confinava a nord con la Sir Lowry Road, ad ovest con la Tennat Road, a sud con la De Waal Drive e ad est con la Cambridge Street. Nato come una comunità mista di schiavi liberati, marinai, mercanti, artigiani, operai e immigranti di diverse nazionalità (tra i quali spiccavano i malesi, portati in Sud Africa dalla Compagnia olandese delle Indie orientali durante la loro amministrazione della Colonia del Capo), District Six era un vivacissimo centro di vita e cultura con stretti legami con la città e il suo porto. Fu dimora per quasi un decimo della popolazione di Città del Capo: il numero di famiglie residenti si aggirava tra le 1700 e le 1900.

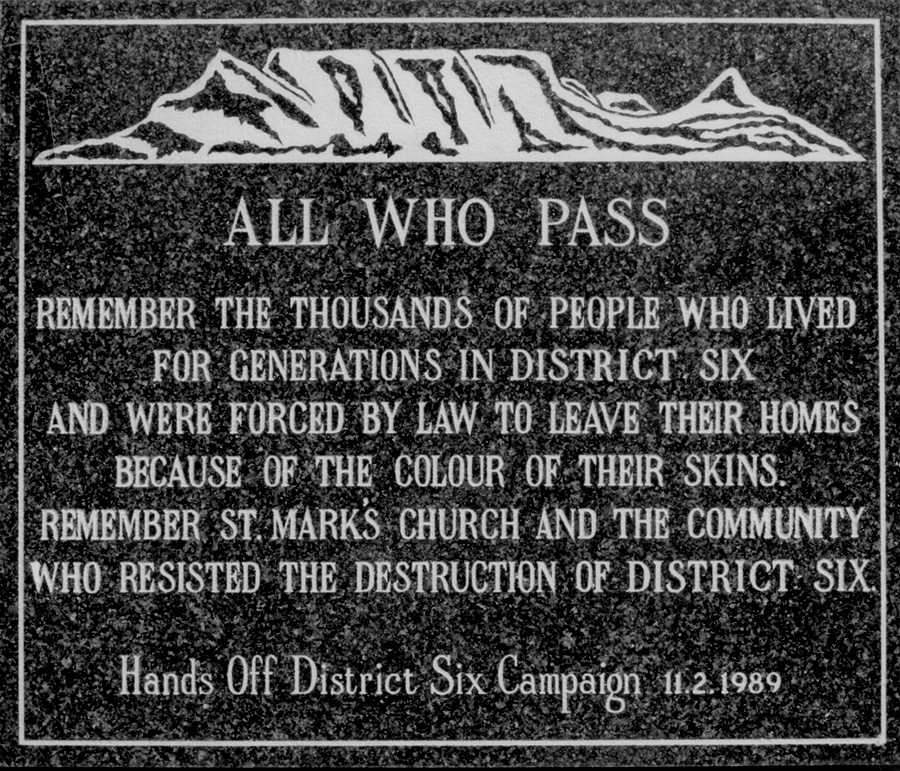
Placca in memoria del District Six

Dopo la Seconda guerra mondiale, all'inizio dell'apartheid, District Six si presentava come un ambiente cosmopolita. La quasi totalità dei residenti era di colore, la maggior parte dei quali musulmana, appartenente al gruppo etnico dei Malesi del Capo. Altro gruppo etnico rilevante era quello degli Xhosa, seguito da una minoranze di Afrikaner, indiani e bianchi.

## Distruzione
L'11 febbraio 1966, il governo dichiarò District Six territorio bianco dopo l'approvazione del Group Areas Act del 1950, che sanciva il divieto di convivenza tra etnie diverse e la separazione delle zone residenziali attraverso rimozioni forzate, che furono messe in pratica a partire dal 1968.
Nel 1982 si contavano più di 60 000 persone deportate verso le zone deserte circostanti, appropriatamente chiamate Cape Flats. Tutte le vecchie abitazioni furono demolite, gli unici edifici ad essere risparmiati furono i luoghi di culto. La pressione esercitata dagli abitanti locali e dai governi internazionali impedirono al governo sudafricano la ricostruzione di nuovi edifici nell'area. L'unica eccezione fu la Cape Technikon (oggi chiamata Cape Penisula University of Technology) che fu costruita su una porzione del vecchio District Six, rinominato poi Zonnbloem.
Furono due le motivazioni principali date dal governo per giustificare le rimozioni forzate degli abitanti dal District Six e la sua conseguente distruzione. In primo luogo affermò che l'interazione interrazziale alimentava i conflitti tra le diverse etnie e per questo motivo si trovò costretto a intervenire attuando la separazione. Il secondo motivo invece riguardava la fama di District Six, considerato una baraccopoli dimora di attività illegali come il gioco d'azzardo, il consumo di alcolici e la prostituzione. Nonostante i comunicati ufficiali da parte del governo, la maggior parte dei residenti sospettava che il governo volesse appropriarsi delle terre per i vantaggi economici che l'area occupata dal District Six potesse portare, in quanto vicino al centro della città e al porto.
Dopo la caduta dell'apartheid nel 1994, il governo sudafricano riconobbe i reclami degli ex-residenti del distretto, impegnandosi a sostenerne la ricostruzione.

## Ricostruzione
Nel 2003 iniziarono i primi lavori per la ricostruzione delle nuove abitazioni che prevedevano la ricostruzione di 24 case, destinate ai ex-residenti con più di 80 anni. L'11 febbraio 2004, esattamente 38 anni dopo che l'area fu dichiarata territorio bianco, l'ex presidente Nelson Mandela consegnò le chiavi ai primi residenti: Ebrahim Murat (87) e Dan Ndzabela (82). Per i 3 anni seguenti fu programmato il ritorno di 1600 famiglie.
Dopo le rimozioni forzate, l'Hands Off District Six Committee si mobilitò per fermare gli investimenti sulla costruzione di nuovi edifici nel District Six. In seguito si è evoluto nel District Six Beneficiary Trust, e fu autorizzato dal governo a gestire il processo attraverso i quali gli ex residenti potevano richiedere ed ottenere la loro “terra” indietro (si tratta in realtà di uno spazio residenziale o un appartamento). Nel Novembre 2006, il Trust ha interrotto le trattative con il Comune di Città del Capo, accusandolo di temporeggiare sulla restituzione delle abitazioni e dichiarò preferir lavorare con il governo nazionale, controllato dalla ANC. In risposta, il sindaco Helen Ziller mise in discussione il diritto del Trust di rappresentare i ricorrenti, in quanto mai eletto da questi ultimi. Tuttavia, l'eredità storica e gli ideali del Trust, guidato da Valmont Layne (ai tempi direttore non esecutivo di Nelson Mandela), permisero all'organizzazione di continuare a rappresentare i ricorrenti.

## Il museo
Nel 1989 venne fondata la District Six Museum Foundation e nel 1994 venne inaugurato il District Six Museum. Il museo si pone come obbiettivo quello di ricordare gli eventi dell'apartheid, così come la cultura e la storia del District Six prima delle rimozioni forzate. Il piano terra del museo è ricoperto da una grande mappa stradale del District Six, con note scritte a mano da ex residenti che indicano la posizione delle loro vecchie abitazioni. Tra gli oggetti esposti vi sono documenti che descrivono la vita nel District Six, prima e dopo la sua distruzione. Il museo viene inoltre visto come memoriale di una comunità decimata ed è usato come luogo di incontro e centro comunitario per i residenti di Città del Capo che si identificano nella sua storia.

## Arte
Della vita quotidiana nel District Six tratta uno dei più celebri romanzi della letteratura sudafricana, A Walk in the Night di Alex la Guma (1967).
I pittori sudafricani Kenneth Baker, Gregoire Boonzaier e John Dronsfield sono conosciuti per essere riusciti a catturare lo spirito del District Six nelle loro opere.
Nel 1986 Richard Rive scrive un romanzo intitolato Buckingham Palace, District Six, che racconta la vita di una comunità prima e durante le rimozioni. Nello stesso anno, David Kramer e Taliep Petersen raccontano la storia del District Six in un popolare musical chiamato District Six – The Musical.
District Six ha contribuito fortemente alla storia del jazz sudafricano. Basil Coetzee, noto per la sua canzone “District Six”, nacque e visse nel distretto fino alla sua distruzione. Prima di lasciare il Sud Africa nel 1960, il pianista Abdullah Ibrahim fu un assiduo frequentatore del quartiere così come molti altri musicisti jazz di Città del Capo.
Lo scrittore sudafricano Rozena Maart, attualmente residente in Canada, vinse il Canadian Journey Prize per il suo racconto “No Rosa, No District Six”. Il racconto fu poi pubblicato nella sua prima che ne segnò il debutto: “Rosa's District Six”.
Tatamkhulu Afrika scrisse la poesia “Nothing's changed”, sull'evacuazione del District Six e sul ritorno nel quartiere dopo l'apartheid.
Il regista Neill Bloomkam si è ispirato alla storia del District Six per il suo film fantascientifico District 9.